# Хуан (сеньор Бискайи)
Хуан де Кастилия и Аро, также известный как Хуан эль Туэрто (Одноглазый) (? — 31 октября 1326 года, Торо) — испанский дворянин из дома Аро, сеньор де Куэльяр (1319—1325) и 11-й сеньор Бискайи (1322—1326). Убит по приказу короля Кастилии Альфонсо XI.

## Биография
Сын Марии I Диас де Аро (ок. 1270—1342), от которой он унаследовал сеньорию де Бискайя, и ее мужа, инфанта Хуана Кастильского (1262—1319), сеньора Валенсия-де-Кампос. По отцовской линии Хуан был внуком короля Кастилии Альфонсо X, а по материнской линии — Лопе Диеса III де Аро, сеньора Бискайи (?-1288). В 1322 году Мария I Диас де Аро отказалась от Бискайской сеньории в пользу своего сына Хуана де Кастилии и Аро.
Хуан женился на Изабелле Португальской, сеньоре де Пенела, дочери инфанта Афонсу Португальского, сына короля Португалии Афонсу III, и его жены Виоланты Мануэль, дочери инфанта Мануэля Кастильского. У супругов родилась дочь:
- Мария Диас II де Аро (1318/1320 — 1348), сеньора Бискайи. Супруга Хуана Нуньеса III де Лара, главы дома Лары, сына инфанта Фердинанда де ла Серда и правнука Альфонсо Х.

Хроника правления Альфонсо XI Кастильского описывает несовершеннолетие молодого короля как время насилия и социальной напряженности, когда рыцари и могущественные сеньоры грабили и угнетали тех, кто слабее их. В 1325 году 14-летний король объявил о своём намерении правитель самостоятельно, без помощи регентов, которые ранее самовластно правили королевством. Многие из его подданных бежали в соседние королевства, чтобы избежать беспорядков. Все надеялись, что король восстановит порядок в государстве. Среди принцев, готовых выступить против короля в случае необходимости, был и Хуан Эль-Туэрто.
Инфант Хуан Эль-Туэрто был приглашен в Торо с перспективой помилования и примирения с королем Альфонсо. 31 октября 1326 года по приказу короля Хуан Эль-Туэрто и два его рыцаря были убиты.